# OPQRST-Schema
OPQRST ist ein Akronym-Schema, das im Gesundheitswesen zur genauen Bestimmung von Symptomen eines Patienten und deren Hergang im Falle einer akuten Erkrankung dient. Jeder Buchstabe steht für einen wichtigen Fragenkomplex im Rahmen der Schmerz-Anamnese. Üblicherweise wird das OPQRST-Schema im Rettungsdienst gemeinsam mit einer strukturierten apparativen Untersuchung und dem SAMPLER-Schema im Rahmen des Punktes S durchgeführt.

## Anwendung
Die Teile des Algorithmus sind:
Onset/Beginn
Wann haben die Schmerzen begonnen. Was hat der Patient getan (aktiv, inaktiv, gestresst) als die Schmerzen begannen. Traten die Schmerzen plötzlich oder schleichend auf. Sind die Schmerzen Teil eines chronischen Problems.
Provocation, Palliation/Verstärkung, Linderung
Was verschlimmert oder lindert die Schmerzen. (Bewegung, Ruhe, spezifische Lage, Palpation)
Quality/Qualität
Der Patient beschreibt seine Schmerzen. Die Fragen können offen („Können Sie mir den Schmerz beschreiben?“) oder geschlossen sein. Idealerweise resultiert die Qualitätserhebung zu einer detaillierten Schmerzbeschreibung wie zum Beispiel stechend, stumpf, brechend, brennend oder zerreißend gemeinsam mit dem Muster wie pulsierend, konstant oder ansteigend.
Region, Radiation/Region, Ausstrahlung
Beziehen sich die Beschwerden nur auf eine bestimmte Region des Körpers oder strahlen sie auf andere Regionen aus. Dadurch können Hinweise für einen möglichen Herzinfarkt gefunden werden, der in den linken Arm oder in den Kiefer ausstrahlen kann.
Severity/Stärke
Wie stark sind die Beschwerden? Üblicherweise wird eine Skala von 0 bis 10 verwendet, wobei Null keine Schmerzen und zehn der schlimmste vorstellbare Schmerz ist. Da das Schmerzempfinden sehr subjektiv ist, obliegt die Beurteilung dieser Angabe durch den Patienten immer dem Gesundheitspersonal.
Time/Zeitlicher Verlauf
Sind solche Beschwerden früher schon einmal aufgetreten? Haben sich die Beschwerden im zeitlichen Verlauf verändert? Wie lange bestehen die Schmerzen bereits?